# Munizip al-Hizam al-Achdar
Al-Hizam al-Achdar, arabisch الحزام الأخضر, DMG al-Ḥizām al-Aḫḍar, ist ein ehemaliges Munizip, das im Nordosten der Libysch-Arabischen Republik lag. Die Hauptstadt des Munizips war die Stadt al-Abiar. Im Jahre 2007 ging das Munizip im neuen Munizip Bengasi auf.

## Geographie
Im gesamten Gebiet von al-Hizam al-Achdar lebten 108.860 Menschen (Stand 2003) auf einer Fläche von insgesamt 12.800 km². Im Norden grenzte das Munizip an das Mittelmeer, auf dem Land grenzte es an folgende ehemalige Munizipen:
- Benghazi – Nordwesten
- Munizip al-Mardsch – Osten
- Munizip al-Wahat – Südosten
- Adschdabiya – Südwesten